# Vlag van Gingelom
De vlag van Gingelom werd door de gemeenteraad op 23 januari 1989 officieel vastgesteld als de gemeentelijke vlag van de Belgisch Limburgse gemeente Gingelom. Op 9 mei 1989 werd hij door het Bestuur van Vlaanderen bevestigd en uiteindelijk gepubliceerd op 8 november 1989 in het officiële Belgisch Staatsblad.
Officieel wordt de vlag beschreven als:
Wit met een blauwe geopende tweemaal gekanteelde burchttoren.
De vlag is volledig gebaseerd op het gemeentewapen en ziet er dus helemaal hetzelfde uit.

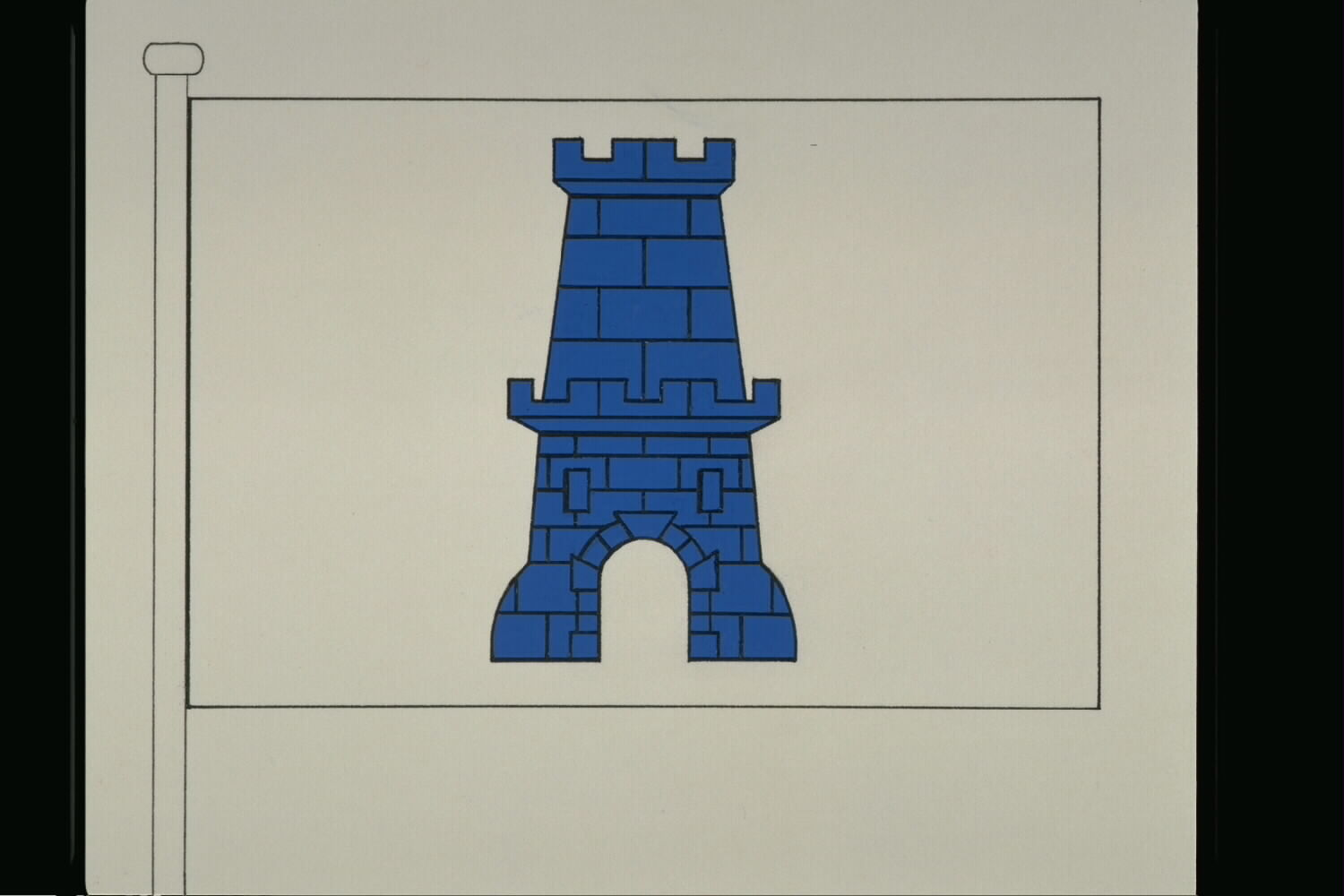
Officiële tekening van de vlag